# Christopher Amott
Christopher Amott (ur. 23 listopada 1977 w Halmstad) – szwedzki muzyk, kompozytor, wokalista i instrumentalista. Christopher Amott znany jest przede wszystkim z występów w grupie muzycznej Arch Enemy, której był członkiem w latach 1996-2005 i 2007-2012. W zespole grał ze starszym bratem Michaelem Amottem. Od 1997 roku gra w zespole Armageddon. Prowadzi także solową działalność artystyczną.

## Instrumentarium
Christopher Amott używa gitar firmy Caparison. Sygnowana jego nazwiskiem gitara została wyposażona w przetworniki h-s-s Seymour Duncan Hot Rails w środku oraz przy gryfie, oraz Caparison humbucker przy mostku.
- Caparison Dellinger CA
- Caparison TAT Iceberg (1997-2002)
- Caparison Horus (video 'The Immortal')
- ESP Custom Horizon model (Live Apocalypse DVD)
- D'Addario Struny (11-58)
- Rocktron Hush
- Boss TU-2 Tuner
- Boss Digital Delay DD-3
- Peavey JSX Amps
- Randall RM100 head

## Dyskografia
| Arch Enemy - Black Earth (1996) - Stigmata (1998) - Burning Bridges (1999) - Burning Japan Live 1999 (1999) - Wages of Sin (2001) - Burning Angel (2002) - Anthems of Rebellion (2003) - Dead Eyes See No Future (2004, EP) - Doomsday Machine (2005) - Live Apocalypse (2006 DVD) - Rise of the Tyrant (2007) - Tyrants of the Rising Sun (2008) |  | Inne - Armageddon - Crossing the Rubicon (1997) - In Flames - Clayman (2000, gościnnie) - Armageddon - Embrace the Mystery (2000) - Spiritual Beggars - Ad Astra (2000, gościnnie) - Mortiis - The Smell of Rain (2001, gościnnie) - Armageddon - Three (2002) - Christopher Amott - Follow Your Heart (2010) - Shining - VII: Född Förlorare (2011, gościnnie) - Christopher Amott - Impulses (2012) |